# 1940年6月18日广场

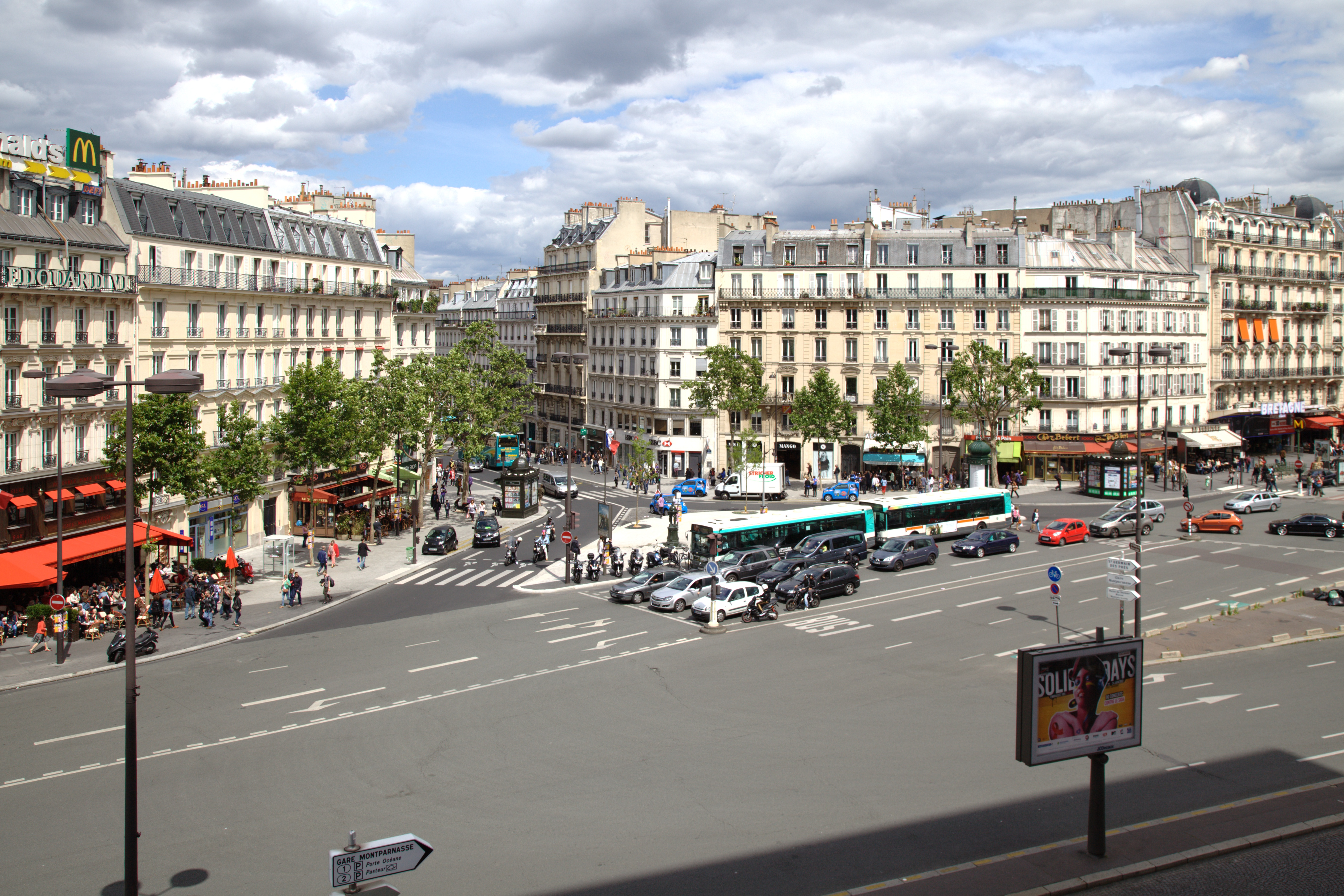

1940年6月18日广场（Place du 18-Juin-1940）是法国巴黎的一个广场，位于巴黎第六区和巴黎十五区交界，Rue de Rennes 与蒙帕纳斯大道（Boulevard du Montparnasse）转角，靠近巴黎蒙帕纳斯站及蒙帕纳斯大厦。

## 交通
1940年6月18日广场附近的地铁站是蒙帕纳斯-比安弗尼站（Montparnasse - Bienvenüe，4、6、12、13号线）。

## 名称
1940年6月18日广场得名于6月18日呼吁。

## 历史

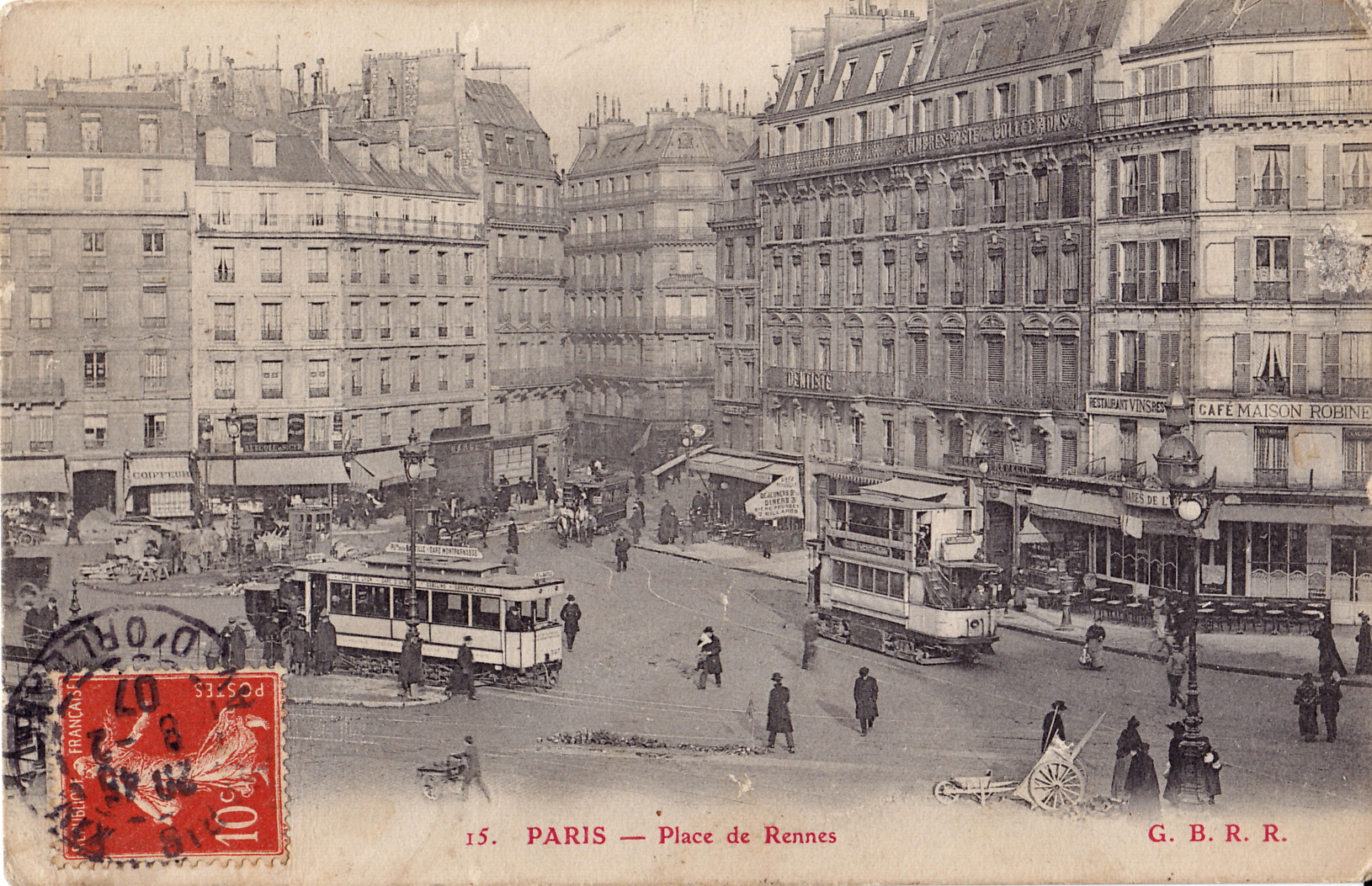
1907年

1940年6月18日广场开辟于19世纪，命名于1951年5月2日。

## 建筑

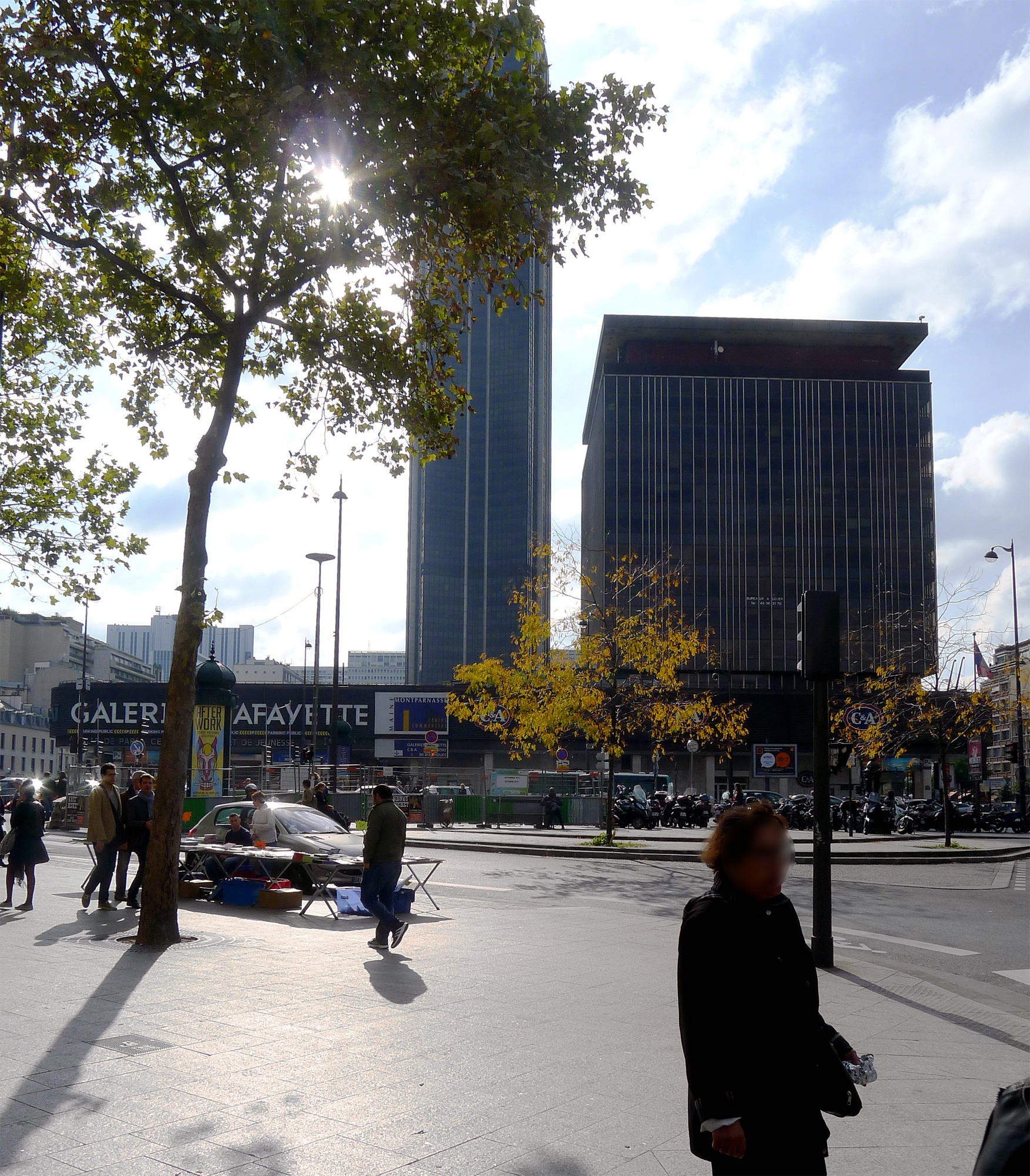
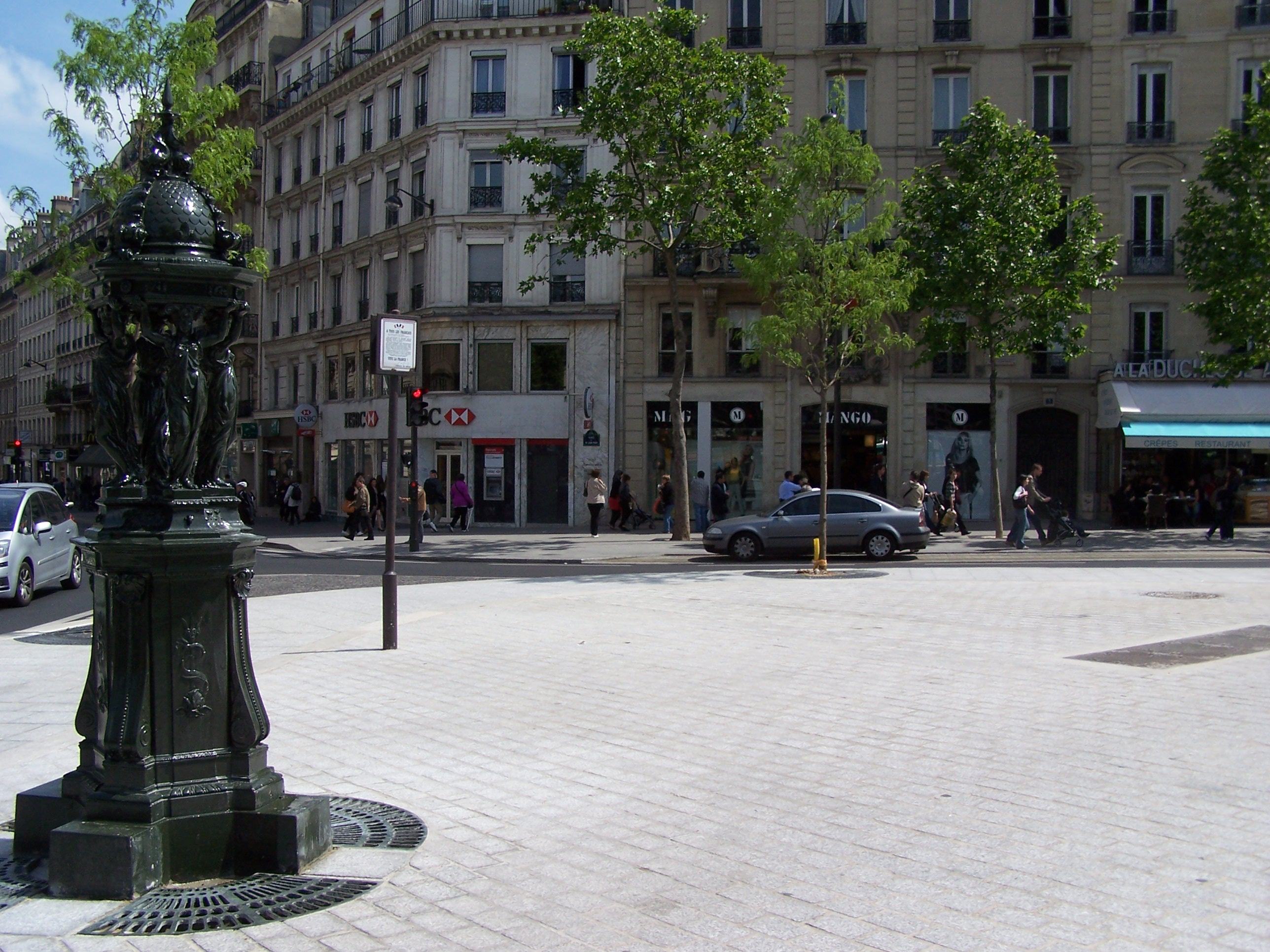
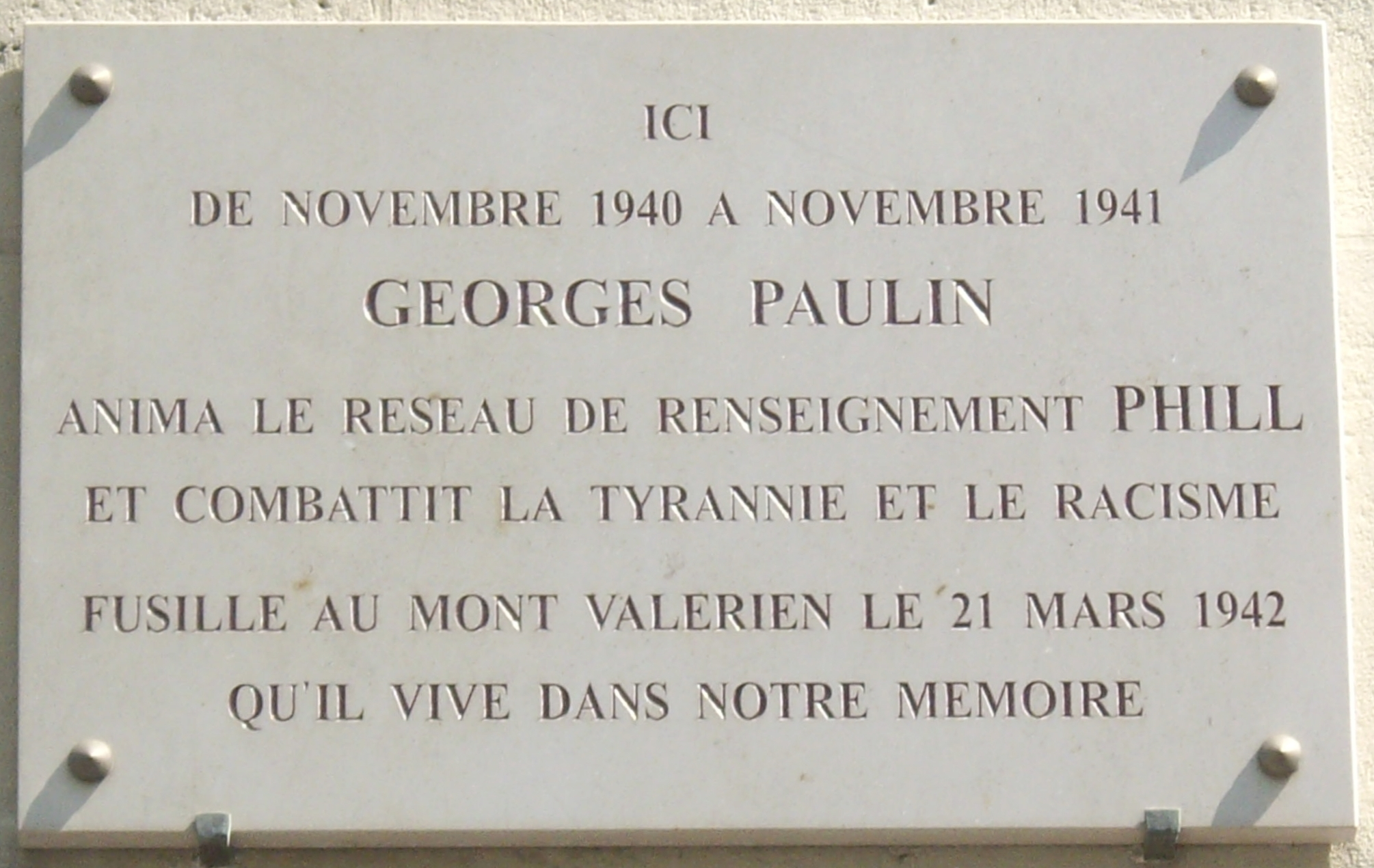
3号